# Cattedrale di Göteborg
La cattedrale di Göteborg o cattedrale di Gustavo (in svedese: Göteborgs domkyrka o Gustavi domkyrka) è la cattedrale luterana di Göteborg, in Svezia, e sede della diocesi di Göteborg.

## Storia
L'attuale cattedrale fu costruita e consacrata nel 1633 ed è intitolata a re Gustavo Adolfo di Svezia, che fondò la città nel 1621. Nel 1665 viene creata la diocesi di Göteborg e la chiesa è elevata a cattedrale.
Nella notte del 15 aprile 1721 la cattedrale bruciò in un incendio. Poiché le pareti della cattedrale rimasero in piedi, è stato possibile ripristinare l'edificio abbastanza rapidamente. La cattedrale è stata riaperta al culto il 25 maggio 1722, solo 13 mesi dopo l'incendio, con le stesse dimensioni della vecchia cattedrale, ma con una torre al posto della precedente guglia. Anche la seconda cattedrale è bruciata in un incendio, il 20 dicembre 1802. La chiesa è stata così gravemente danneggiata da rendere necessaria la riedificazione. La costruzione è iniziata nel 1804. La nuova cattedrale fu progettata dall'architetto Carl Wilhelm Carlberg, che morì il 14 aprile 1814. La costruzione fu quindi completata dal suo allievo, Justus Frederick Weinberg. La chiesa fu consacrata dal vescovo Johan Wingård il 21 maggio 1815, festa della Trinità. Solo nel 1825 venne ultimata la torre e fu celebrata una seconda inaugurazione il 9 settembre del 1827.
Un restauro completo è stato effettuato nel 1904. La chiesa ha ricevuto nuova pavimentazione, nuove finestre e porte, nuove panche e un nuovo sistema di riscaldamento. Un ulteriore restauro si è avuto nel 1954-1957, infine negli anni 1983-1985.